# Xã Lake Alice, Quận Hubbard, Minnesota
Xã Lake Alice (tiếng Anh: Lake Alice Township) là một xã thuộc quận Hubbard, tiểu bang Minnesota, Hoa Kỳ. Năm 2010, dân số của xã này là 93 người.